# Amelia Pina de Cuadro
Amelia Pina Vázquez más conocida como Amelia Pina de Cuadro (1916 en Cádiz, Andalucía - 1994 en Madrid), fue una popular escritora española de 40 novelas rosas y cuentos infantiles entre 1944 y 1961, algunas de las cuales fueron traducidas al portugués.

## Biografía
Amelia Pina Vázquez nació en 1916 en Cádiz, Andalucía, España. Fue maestra nacional en Alcazarquivir, durante el protectorado español de Marruecos. Además de novelas románticas escribió algunos cuentos infantiles.
Falleció en 1994 en Madrid.